# St.-Michael-Straße 10 (Magdeburg)

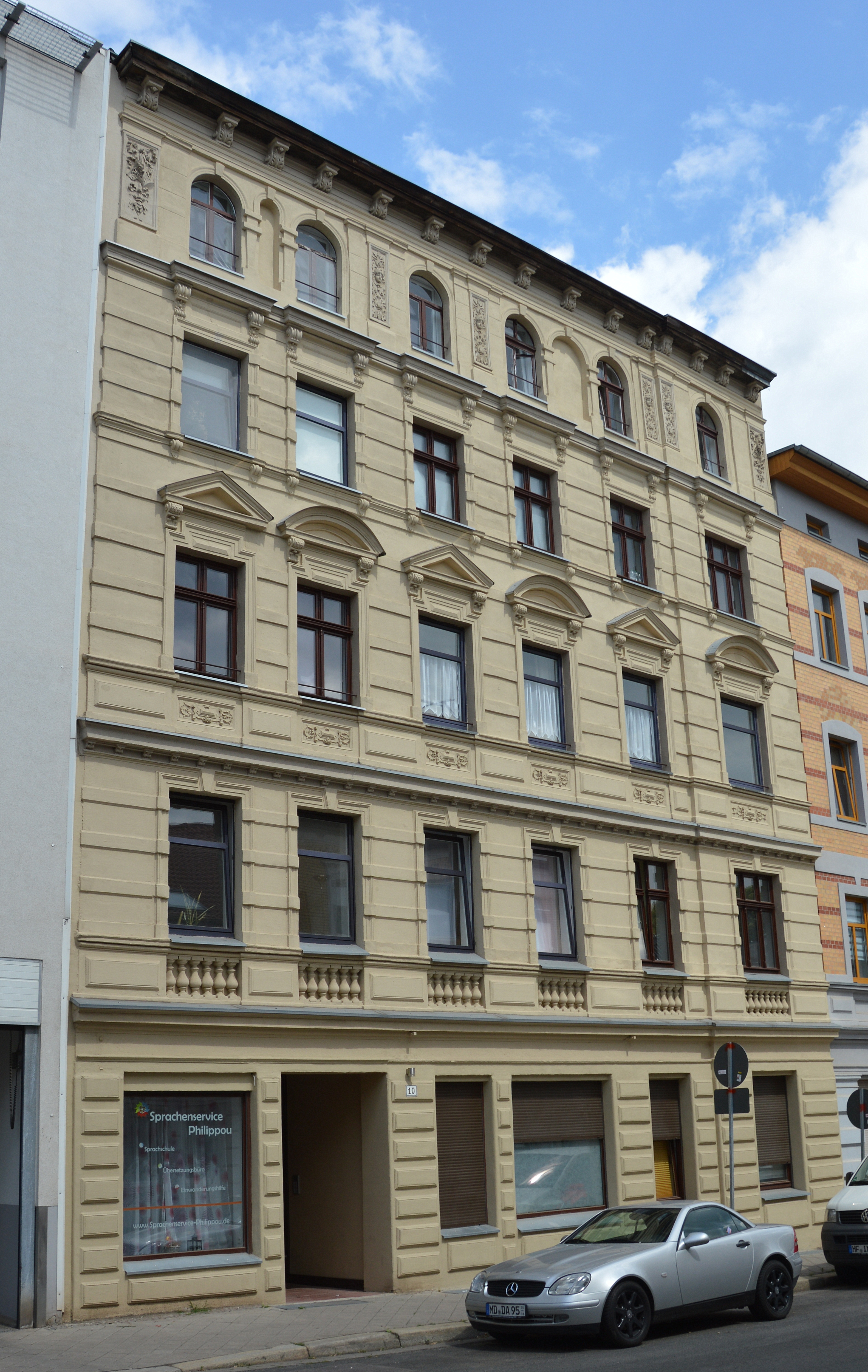
St.-Michael-Straße 10

Das Haus St.-Michael-Straße 10 ist ein denkmalgeschütztes Gebäude in Magdeburg in Sachsen-Anhalt.

## Lage
Es befindet sich auf der Nordseite der St.-Michael-Straße im Stadtteil Sudenburg.

## Architektur und Geschichte
Das fünfgeschossige verputzte Wohnhaus wurde vor dem Jahr 1888 im Stil der Neorenaissance errichtet. Die Fassade ist durch Putzbänder und Gesimse horizontal gegliedert. An der rechten Seite der Fassade befindet sich ein flacher Seitenrisalit. Am ersten Obergeschoss sind unterhalb der Fenster Baluster eingefügt. Über den Fensteröffnungen des zweiten Obergeschosses befinden sich im Wechsel Dreiecks- und Segmentbogengiebel. Das vierte Obergeschoss ist in einem italianisierenden Stil mit Rundbogenfenstern und Kartuschen mit floralen Ornamenten gestaltet. Das Dach des Hauses steht etwas vor und ruht auf Konsolsteinen.
Gemeinsam mit den Häusern 5, 6, 13 und 14 gehört es zu den prägnanten Zeugnissen für die gründerzeitliche Bebauung der Straße. Ein besonderer Kontrast ergibt sich zu den kleineren älteren Bauten aus der Mitte des 19. Jahrhunderts.
Im örtlichen Denkmalverzeichnis ist das Wohnhaus unter der Erfassungsnummer 094 76650 als Baudenkmal verzeichnet.